# フェルナンド・キラルテ
フェルナンド・キラルテ・グティエレス（スペイン語: Fernando Quirarte Gutiérrez、1964年8月24日 - ）は、メキシコの元サッカー選手、現サッカー指導者。元メキシコ代表。選手時代のポジションはDF。

## クラブ歴
CDグアダラハラの下部組織出身で1973年にトップチームに昇格。1987年まで在籍した。
1987年にCFアトラスに、1988年にクルブ・レオネス・ネグロス・デ・ラ・ウニベルシダ・デ・グアダラハラに移籍し、1990年に選手引退をした。

## 代表歴
メキシコ代表としては1986 FIFAワールドカップに出場し、2得点を記録している。

## 監督歴
1999年にサントス・ラグナで監督業を始めた。2002年にアトラスの監督に就任。2004年にチアパスFCの監督に就任。
2011年10月4日にリーグ戦4戦勝ち無しとなって解任されたホセ・ルイス・レアルの後任としてグアダラハラの監督に就任。